# Instytut Hematologii i Transfuzjologii
Instytut Hematologii i Transfuzjologii (IHiT) – instytut badawczy w Warszawie podległy Ministerstwu Zdrowia specjalizujący się w hematologii i transfuzjologii.
Jednostka istnieje od 1951. Do 1992 nosiła nazwę Instytut Hematologii.
Obecnie Instytut posiada dwie siedziby: główną na Ursynowie przy ul. Indiry Gandhi 14 (otwarta w 2006) oraz starą na Mokotowie przy ul. Chocimskiej 5.

## Historia
Instytut Hematologii został utworzony w 1951. Postawiono przed nim zadanie zorganizowania nowoczesnej służby krwi – do tego czasu przetaczano ją bezpośrednio z krążenia biorcy do krążenia dawcy, rozszerzając dość ubogą ofertę PCK. Celem powstania Instytutu stał się także rozwój hematologii; miał on w imieniu Ministerstwa Zdrowia nadzorować merytorycznie rozwój transfuzjologii i hematologii w Polsce.
W roku 1992 Instytut zmienił nazwę na Instytut Hematologii i Transfuzjologii, a od roku 2006 posiada nową główną siedzibę na Ursynowie, połączoną łącznikiem z Narodowym Instytutem Onkologii im. Marii Skłodowskiej-Curie.

## Dyrektorzy
- Artur Hausman (1951–1953)
- Andrzej Trojanowski (1953–1964)
- Witold Janusz Rudowski (1964–1988)
- Sławomir Pawelski (1988–1991)
- Romuald Scharf (1991–1997)
- Lech Konopka (1997–2002)
- Krzysztof Warzocha (2002–2017)
- Ewa Lech-Marańda (od 2017)